# Lorenzo Viotti
Lorenzo Viotti (Lausanne, 15 maart 1990) is een Zwitserse dirigent met ook de Franse nationaliteit. Zijn vader Marcello Viotti (1954-2005) was een bekende dirigent van Italiaanse afkomst. 

## Loopbaan
Viotti studeerde piano, zangkunst en slagwerk aan het Conservatoire de Lyon. Daarna studeerde hij orkestdirectie bij Georg Mark aan de Universität für Musik und darstellende Kunst in Wenen. In die stad speelde hij als slagwerker in onder meer de Wiener Philharmoniker. Hij nam deel aan een dirigentencursus van Bernard Haitink in Luzern. Daarbij was hij volgens Haitink een der weinigen die door bijzondere kwaliteiten opvielen. Hij rondde zijn studie in 2015 af bij Nicholás Pasquet aan de Hochschule für Musik 'Franz Liszt' in Weimar. Als dirigent won Viotti diverse prijzen.
Lorenzo Viotti dirigeert een uitgebreid repertoire, zowel opera als symfonisch werk. Sinds zijn dirigeerdebuut in 2013 in Wenen bouwde hij een internationale carrière op bij vele symfonieorkesten en operahuizen, waaronder het Koninklijk Concertgebouworkest en de Milanese Scala. In 2018 werd Viotti met een contract voor voorlopig drie jaar benoemd tot chef-dirigent van het Orquestra Gulbenkian in Lissabon. Na zijn debuut bij het Nederlands Philharmonisch Orkest (NedPhO) in februari 2018 met Stravinsky's Petroesjka in het Amsterdamse Concertgebouw werd in april 2019 zijn benoeming bekendgemaakt tot chef-dirigent van zowel het NedPhO als De Nationale Opera (DNO) in Amsterdam, met ingang van het seizoen 2021-2022, als opvolger van Marc Albrecht. Zijn DNO-debuut was in september 2019 als invaller in Pagliacci - Cavalleria rusticana. In september 2021 stond Viotti voor het eerst als chef-dirigent van het NedPhO op de bok voor de opera Der Zwerg van Alexander Zemlinsky.
In april 2023 kondigde Viotti zijn vertrek aan bij DNO en het NedPhO na het seizoen 2024-2025. Hij zei prioriteit te willen geven aan "mijn persoonlijke leven en ontwikkeling waarin ik de meester ben over mijn eigen tijd".

## Prijzen en onderscheidingen
- 2012: eerste prijs bij de Cadaqués Orchestra International Conducting Competition
- 2015: Nestlé Young Conductors Award bij de Salzburger Festspiele
- 2016: eerste prijs bij de dirigentenwedstrijd van het MDR-Sinfonieorchester in Leipzig
- 2017: "nieuwkomer van het jaar" bij de International Opera Awards
- 2019: Österreichischer Musiktheaterpreis in de categorie 'Beste muzikale leiding'